# Tulský strom

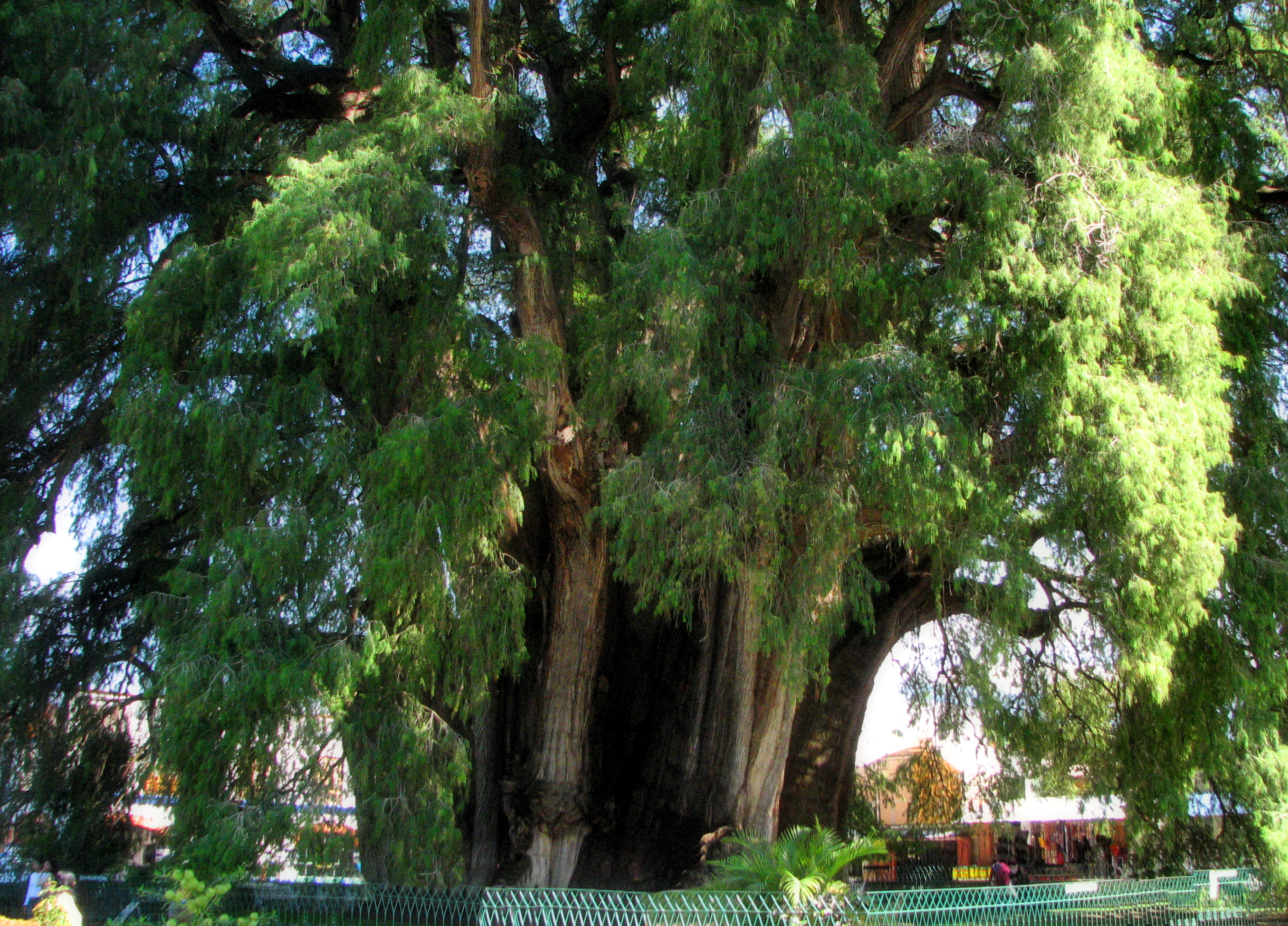
Tulský strom

Tulský strom (španělsky El Árbol del Tule) je tisovec druhu  Taxodium mucronatum rostoucí na pozemcích kostela v centru mexického města Santa María del Tule ve státě Oaxaca. Je významný obrovským průměrem kmene. Jde zřejmě o nejobjemnější strom na americkém kontinentě. Ve světovém měřítku s ním může soutěžit jen baobab z Glencoe v Jižní Africe, který se ovšem již začal rozpadat. 
V roce 2005 bylo při měření obvodu kmene Tulského stromu naměřeno 42 m a průměr činil 14 m. Strom je vysoký asi 35 m a odhady jeho stáří se pohybují mezi 1200 a 3000 roky. Vlivem ekologické zátěže a silného automobilového provozu v blízkosti strom jeví známky špatného zdraví a zřejmě pomalu umírá.  

## Fotogalerie

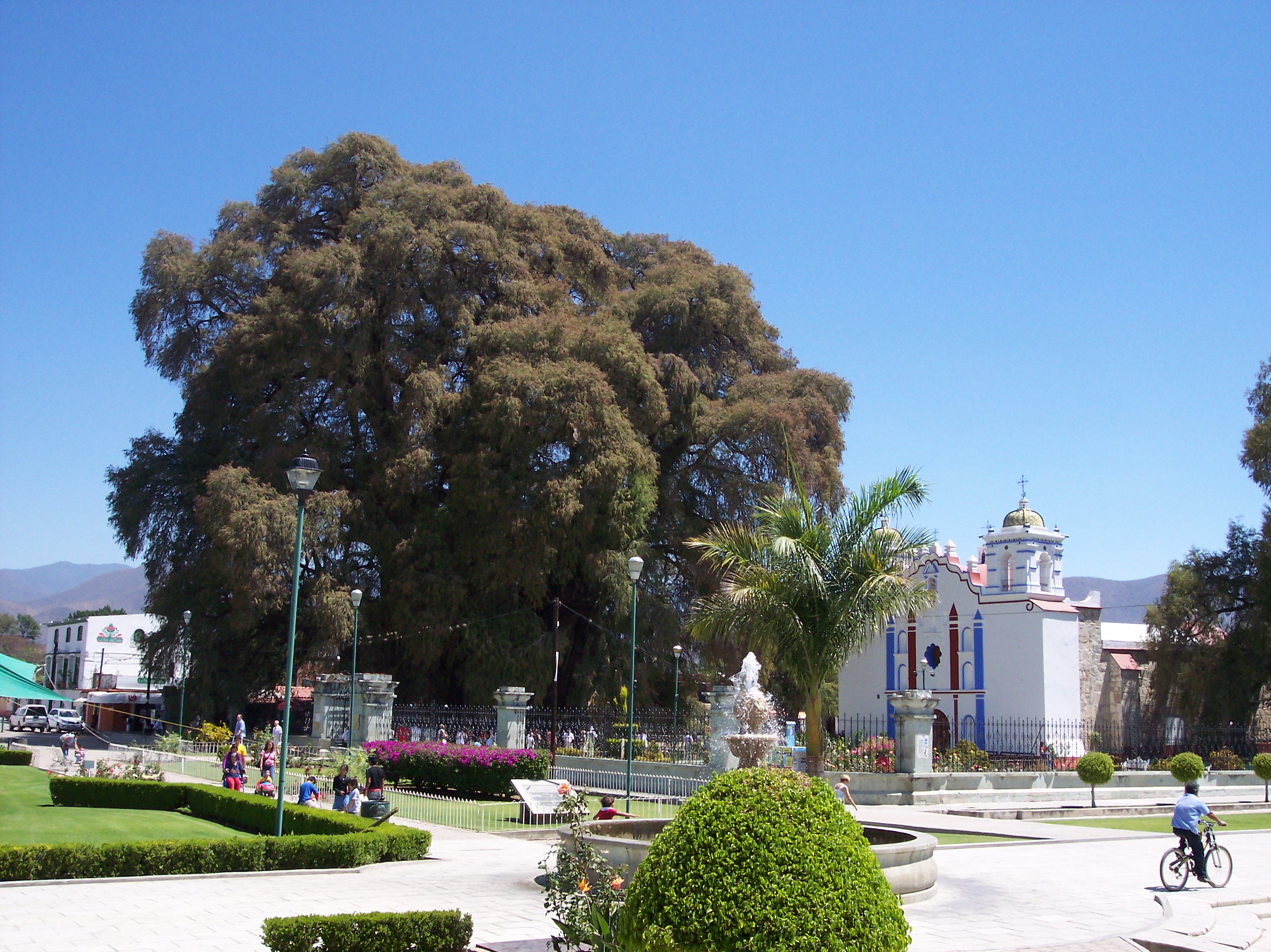
Tulský strom
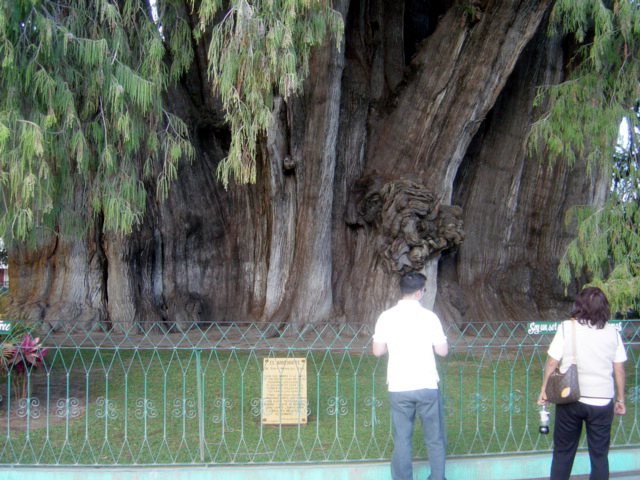
Kmen
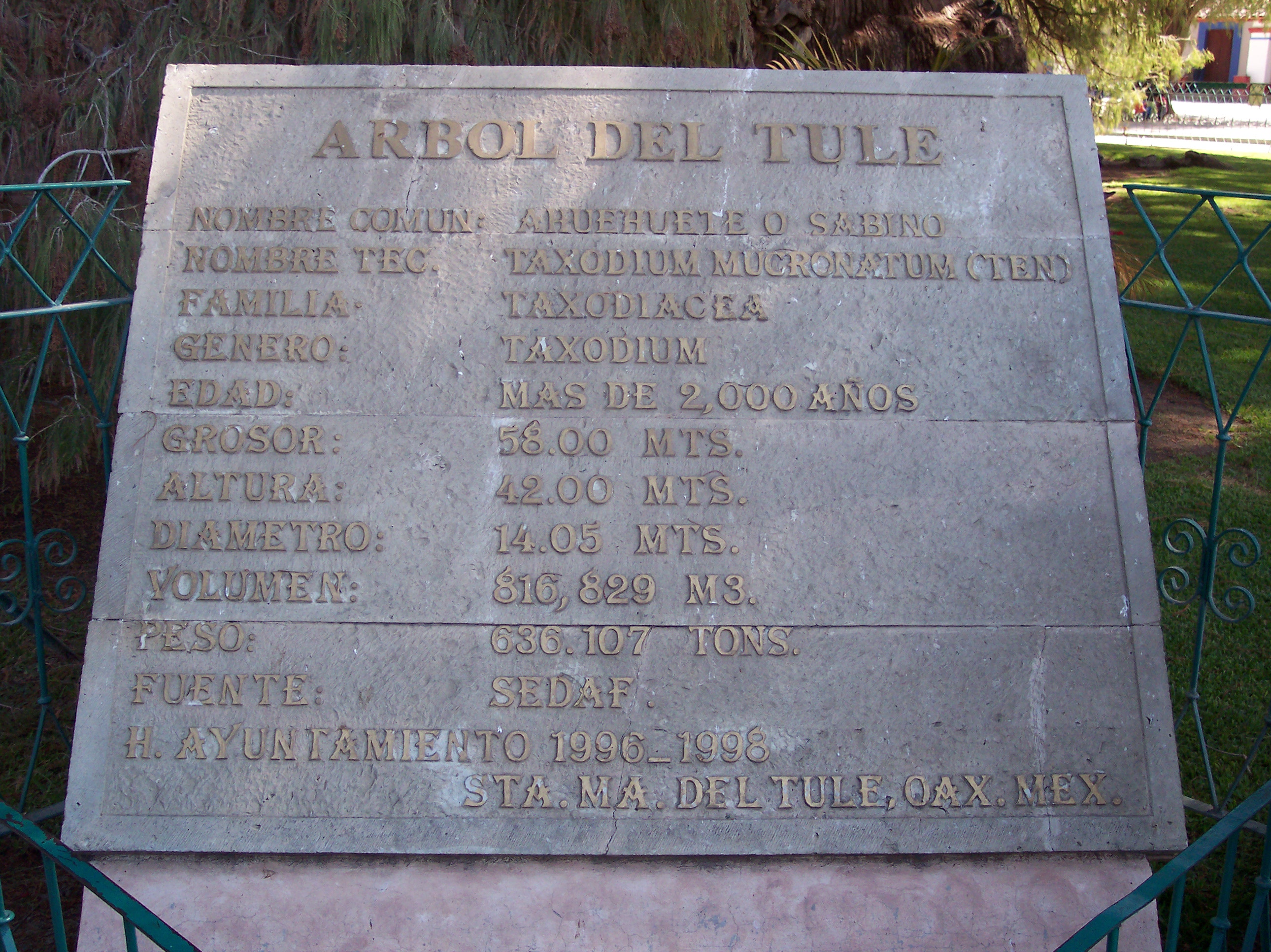
Tabule s údaji
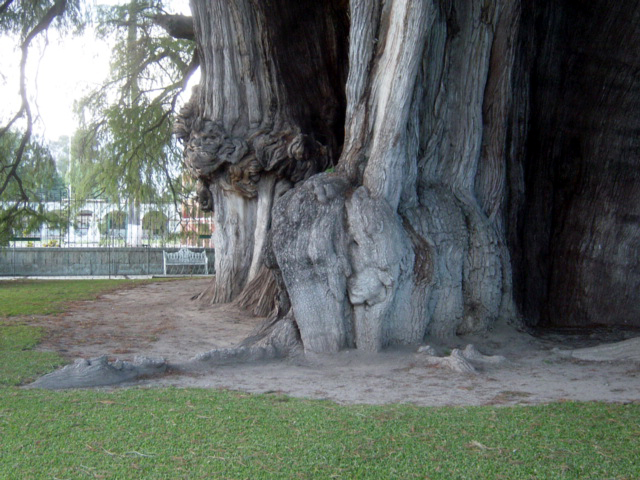
Detail kmene